# Cá cơm châu Âu
Cá cơm châu Âu (Danh pháp khoa học: Engraulis encrasicolus ) là một loài cá thực phẩm trong các loài cá trích và thuộc họ Engraulidae.

## Sử dụng
Cá cơm châu Âu là loài cá cơm có giá trị thương mại. Maroc hiện nay dẫn đầu thế giới trong công nghiệp đóng hộp cá cơm. Các nhà máy công nghiệp cá cơm dọc theo bờ biển Cantabria hiện nay đã làm thu hẹp nghề muối cá truyền thống của người xứ Catalonia, mặc dù ngành công nghiệp này mới chỉ được bắt đầu ở Cantabria bởi những người muối cá Sicilia vào giữa thế kỷ 19. Việc đánh bắt thái quá cá cơm cũng là một vấn đề. Kể từ thập niên 1980, các tàu đánh bắt lớn được cơ giới hóa ở Pháp đã thực hiện việc đánh bắt các loài cá cơm bằng những chiếc lưới kéo có mắt rất nhỏ.
Cá cơm được bảo quản bằng cách làm sạch ruột, ướp muối, làm chín và sau đó đóng hộp với dầu ăn. Chúng là một loại cá thực phẩm quan trọng. Hợp hay không hợp khẩu vị thường căn cứ vào mùi của cá cơm. Chúng có tiếng là nặng mùi. Vào thời Đế quốc La Mã, chúng là nguyên liệu để làm nước sốt cá lên men gọi là garum, là sản phẩm chủ yếu trong ẩm thực cũng như là mặt hàng được sản xuất với số lượng công nghiệp để buôn bán xa.
Ngày nay, chúng là thành phần chủ yếu trong món xa lát Caesar, Spaghetti alla Puttanesca, hay phủ thêm lên trên bánh pizza. Vì hương vị mạnh, chúng cũng dùng trong một số nước chấm, bao gồm nước sốt Worcestershire, nước mắm, và trong một số biến thể của Bơ Café de Paris. Ngư dân cũng dùng cá cơm như là mồi để đánh bắt các loại cá lớn hơn như cá ngừ hay cá vược nước mặn.